# Koperuil
De koperuil (Diachrysia chrysitis) is een nachtvlinder uit de familie Noctuidae (uilen).
De soortaanduiding chrysitis komt van het Oudgrieks χρυσῖτις, khrusitis (lijkend op goud) en verwijst naar de kleur van de tekening op de voorvleugel.
De voorvleugellengte bedraagt tussen de 16 en 18 millimeter. De imago is met twee opvallend metaalachtige glanzende banden - vaak versmolten - en een oranje kop met karakteristieke kuif een goed te herkennen nachtvlinder, al is verwarring met de in Nederland en België zeer zeldzame grote koperuil mogelijk. De soort komt voor in heel Europa, de Kaukasus en het Aziatisch deel van Rusland. De soort overwintert als rups.

## Waardplanten
De koperuil heeft als waardplanten allerlei kruidachtige planten, zoals brandnetel, dovenetel, distels en wilde marjolein.

## Voorkomen in Nederland en België
De koperuil is in Nederland en België een algemene vlinder, die verspreid over het hele gebied kan worden gezien. De vlinder kent twee of drie generaties die vliegen van mei tot oktober.